# Sigfrido Costa
Sigfrido Costa (Fidenza, 29 dicembre 1906 – ...) è stato un calciatore italiano, di ruolo attaccante.

## Carriera
Dopo aver giocato nell'Alta Italia Cuneo, in Terza Divisione, milita nella Cremonese con cui disputa 5 gare in massima serie nella stagione 1927-1928. Lasciati i grigiorossi, rimane per due stagioni nel Piacenza, dove viene impiegato come riserva, senza mai scendere in campo. Nel 1930 viene posto in lista di trasferimento, e gioca per un biennio nel Fiorenzuola, in Prima Divisione, fino al 1932, quando torna alla natia Fidenza.